# 若阿金费利西乌
若阿金费利西乌是巴西米纳斯吉拉斯州的一个市镇。总面积791.1平方公里，总人口3937人，人口密度5人/平方公里。